# Ludwik Komorowski
Ludwik Jan Komorowski (ur. 1948) – polski chemik. Absolwent Uniwersytetu Jagiellońskiego. Od 2001 profesor na Wydziale Chemicznym Politechniki Wrocławskiej i dziekan tego wydziału (2005-2008). Prorektor Politechniki Wrocławskiej (1999-2002).